# Deming (Washington)
Deming és una concentració de població designada pel cens dels Estats Units a l'estat de Washington. Segons el cens del 2000 tenia 210 habitants.

## Demografia
Segons el cens del 2000, Deming tenia 210 habitants, 73 habitatges, i 54 famílies. La densitat de població era de 15,5 habitants per km².
Dels 73 habitatges en un 34,2% hi vivien nens de menys de 18 anys, en un 58,9% hi vivien parelles casades, en un 9,6% dones solteres, i en un 26% no eren unitats familiars. En el 19,2% dels habitatges hi vivien persones soles el 4,1% de les quals corresponia a persones de 65 anys o més que vivien soles. El nombre mitjà de persones vivint en cada habitatge era de 2,88 i el nombre mitjà de persones que vivien en cada família era de 3,15.
Per edats la població es repartia de la següent manera: un 30,5% tenia menys de 18 anys, un 8,6% entre 18 i 24, un 28,6% entre 25 i 44, un 23,3% de 45 a 60 i un 9% 65 anys o més.
L'edat mediana era de 35 anys. Per cada 100 dones de 18 o més anys hi havia 111,6 homes.
La renda mediana per habitatge era de 52.292 $ i la renda mediana per família de 58.194 $. Els homes tenien una renda mediana de 27.292 $ mentre que les dones 24.750 $. La renda per capita de la població era de 18.165 $. Cap de les famílies estaven per davall del llindar de pobresa.

## Poblacions més properes
El següent diagrama mostra les poblacions més properes.